# Rezerwat Przyrody Biblijnej Izraela Neot Kedumim
Rezerwat Przyrody Biblijnej Izraela Neot Kedumim lub Rezerwat Krajobrazu Biblijnego (hebr.: נאות קדומים) (dosłownie piękno starożytności) – ogród biblijny i rezerwat przyrody położony w pobliżu Modi’in-Makkabbim-Re’ut, w połowie drogi pomiędzy Jerozolimą a Tel Awiwem w Izraelu.
Pomysł urządzenia tego ogrodu biblijnego sięga 1925 roku. W 1964 roku jałowe pustkowie zostało przeznaczone na 280 hektarowy park – największy tego typu na świecie. Znajdują się tam niemal wszystkie drzewa oraz okazy flory i fauny wymienione w Biblii. Podczas ważnych żydowskich świąt wielu Izraelczyków odwiedza teren parku, w którym przygotowuje się na tę okazję liczne imprezy okolicznościowe. Jest to także popularne miejsce do organizowania ślubów i innych rodzinnych uroczystości. Przy wszystkich roślinach biblijnych umieszczono tablice informacyjne, na których zacytowane są odpowiednie teksty biblijne w języku hebrajskim i angielskim.